# Patras
Pátrai hay Patras (tiếng Hy Lạp: Πάτρα; tiếng Hy Lạp cổ: Πάτραι; tiếng Latin: Patrae; tiếng Thổ Nhĩ Kỳ: Ballıbadra) là thành phố lớn thứ ba tại Hy Lạp, cảng ở miền Trung Hy Lạp, thủ phủ của Achaea Department, bên Vịnh Patras. Thành phố Patras cách Athena 215 km về phía Tây. Pátrai là một trong những thành phố lớn nhất Hy Lạp và là một trung tâm công nghiệp chế tạo và thương mại. Các ngành chính bao gồm: chế biến thực phẩm, đóng tàu, dệt, gạch ngói. Các mặt hàng xuất khẩu chính bao gồm: nho Hy Lạp, rượu vang, dầu olive, các loại trái cây chua (cam, quýt, chanh) và da cừu.

## Lịch sử
Thành phố được thành lập vào thời Hy Lạp cổ đại, là một trong 12 thành phố của Liên hiệp Achaen thứ hai. Vào thế kỷ 2 trước Công nguyên, thành phố nằm dưới quyền kiểm soát của Đế chế La Mã và đã trở thành một trung tâm thương mại và cảng thịnh vượng. Đây cũng là một trung tâm từ thời Thiên chúa giáo từ sớm. Trong một thời gian ngắn trong thế kỷ 15, thành phố bị Cộng hòa Venezia nắm giữ và sau đó chuyển qua cho Đế chế Ottoman. Ngoại trừ một giai đoạn ngắn chịu sự cai trị của Venezia lần thứ hai (1687-1715), Đế chế Ottoman đã kiểm soát Pátrai cho đến năm 1828, gần lúc kết thúc cuộc kháng chiến giành độc lập của Hy Lạp. Trong thời kỳ chiến tranh này, thành phố đã bị Ottoman phá huỷ hoàn toàn. Thành phố đã được xây lại hiện đại theo một kiểu mẫu vuông vức.

## Khí hậu
| Dữ liệu khí hậu của Patras (1961–1990)   | Dữ liệu khí hậu của Patras (1961–1990) | Dữ liệu khí hậu của Patras (1961–1990) | Dữ liệu khí hậu của Patras (1961–1990) | Dữ liệu khí hậu của Patras (1961–1990) | Dữ liệu khí hậu của Patras (1961–1990) | Dữ liệu khí hậu của Patras (1961–1990) | Dữ liệu khí hậu của Patras (1961–1990) | Dữ liệu khí hậu của Patras (1961–1990) | Dữ liệu khí hậu của Patras (1961–1990) | Dữ liệu khí hậu của Patras (1961–1990) | Dữ liệu khí hậu của Patras (1961–1990) | Dữ liệu khí hậu của Patras (1961–1990) | Dữ liệu khí hậu của Patras (1961–1990) |
| Tháng                                    | 1                                      | 2                                      | 3                                      | 4                                      | 5                                      | 6                                      | 7                                      | 8                                      | 9                                      | 10                                     | 11                                     | 12                                     | Năm                                    |
| ---------------------------------------- | -------------------------------------- | -------------------------------------- | -------------------------------------- | -------------------------------------- | -------------------------------------- | -------------------------------------- | -------------------------------------- | -------------------------------------- | -------------------------------------- | -------------------------------------- | -------------------------------------- | -------------------------------------- | -------------------------------------- |
| Cao kỉ lục °C (°F)                       | 24.0 (75.2)                            | 24.6 (76.3)                            | 28.0 (82.4)                            | 31.2 (88.2)                            | 35.0 (95.0)                            | 37.2 (99.0)                            | 41.3 (106.3)                           | 39.3 (102.7)                           | 38.2 (100.8)                           | 32.6 (90.7)                            | 30.6 (87.1)                            | 24.6 (76.3)                            | 41.3 (106.3)                           |
| Trung bình ngày tối đa °C (°F)           | 14.0 (57.2)                            | 14.9 (58.8)                            | 17.0 (62.6)                            | 19.9 (67.8)                            | 24.4 (75.9)                            | 27.9 (82.2)                            | 29.5 (85.1)                            | 30.1 (86.2)                            | 27.8 (82.0)                            | 23.5 (74.3)                            | 19.1 (66.4)                            | 15.6 (60.1)                            | 22.0 (71.6)                            |
| Trung bình ngày °C (°F)                  | 9.9 (49.8)                             | 10.5 (50.9)                            | 12.6 (54.7)                            | 15.8 (60.4)                            | 20.3 (68.5)                            | 24.1 (75.4)                            | 26.4 (79.5)                            | 26.6 (79.9)                            | 23.7 (74.7)                            | 18.9 (66.0)                            | 14.5 (58.1)                            | 11.4 (52.5)                            | 17.9 (64.2)                            |
| Tối thiểu trung bình ngày °C (°F)        | 6.1 (43.0)                             | 6.5 (43.7)                             | 7.9 (46.2)                             | 10.5 (50.9)                            | 14.1 (57.4)                            | 17.5 (63.5)                            | 19.5 (67.1)                            | 19.6 (67.3)                            | 17.5 (63.5)                            | 13.9 (57.0)                            | 10.4 (50.7)                            | 7.7 (45.9)                             | 12.6 (54.7)                            |
| Thấp kỉ lục °C (°F)                      | −4.5 (23.9)                            | −2.8 (27.0)                            | −2.1 (28.2)                            | 2.3 (36.1)                             | 6.0 (42.8)                             | 8.3 (46.9)                             | 13.2 (55.8)                            | 11.8 (53.2)                            | 9.5 (49.1)                             | 3.5 (38.3)                             | 0.4 (32.7)                             | −1.4 (29.5)                            | −4.5 (23.9)                            |
| Lượng Giáng thủy trung bình mm (inches)  | 92.8 (3.65)                            | 91.0 (3.58)                            | 62.1 (2.44)                            | 46.3 (1.82)                            | 28.4 (1.12)                            | 8.7 (0.34)                             | 5.7 (0.22)                             | 4.8 (0.19)                             | 23.0 (0.91)                            | 75.3 (2.96)                            | 118.3 (4.66)                           | 121.8 (4.80)                           | 678.2 (26.70)                          |
| Số ngày giáng thủy trung bình (≥ 1.0 mm) | 10.5                                   | 9.7                                    | 8.1                                    | 6.7                                    | 3.9                                    | 1.7                                    | 0.8                                    | 0.7                                    | 2.9                                    | 7.0                                    | 9.3                                    | 11.9                                   | 73.2                                   |
| Độ ẩm tương đối trung bình (%)           | 69.0                                   | 67.6                                   | 67.1                                   | 66.4                                   | 64.4                                   | 62.4                                   | 60.2                                   | 59.8                                   | 63.1                                   | 67.0                                   | 70.9                                   | 71.3                                   | 65.8                                   |
| Nguồn: NOAA                              |                                        |                                        |                                        |                                        |                                        |                                        |                                        |                                        |                                        |                                        |                                        |                                        |                                        |